# Ганс-Дітріх Вільке
Ганс-Дітріх Вільке (нім. Hans-Dietrich Wilke; 11 червня 1912, Вільгельмсгафен — 14 вересня 1963) — німецький офіцер-підводник, оберлейтенант-цур-зее резерву крігсмаріне (1 липня 1943).

## Біографія
1 травня 1932 року вступив на флот. З 6 січня по 24 травня 1941 року пройшов курс підводника, з 25 травня по 3 червня — курс командира взводу, після чого був направлений на будівництво підводного човна U-579. З 17 липня 1941 року — 2-й вахтовий офіцер на U-579. 23 жовтня 1941 року направлений на будівництво U-89. З 19 листопада 1941 року — 2-й вахтовий офіцер на U-89, на якому взяфв участь у чотирьох походах, під час яких були потоплені 3 кораблі загальною водотоннажністю 10 012 тонн. 1-31 травня 1943 року пройшов курс командира човна. В червні 1943 року направлений на будівництво U-766. З 30 липня 1943 по 24 серпня 1944 року — командир U-766, на якому здійснив 5 походів (разом 59 днів уморі). З 25 серпня 1944 по 14 січня 1945 року — командир U-392, на якому здійснив 1 похід (10 вересня — 19 жовтня 1944). 15 січня 1945 року направлений на будівництво U-2553, проте воно не було завершене. 8 травня 1945 року взятий в полон британськими військами.

## Нагороди
- Медаль «За вислугу років у Вермахті» 4-го класу (4 роки)
- Нагрудний знак підводника (22 серпня 1942)
- Залізний хрест
  - 2-го класу (20 листопада 1942)
  - 1-го класу (квітень 1943)